# Zápas na Letních olympijských hrách 1992 – muži, volný styl do 52 kg
Zápas ve volném stylu ve váhové kategorii do 52 kg probíhal na Letních olympijských hrách 1992 v Barcelonském Instituto Nacional de Educación Física de Cataluña. O medaile se utkalo celkem 19 zápasníků.

## Turnajové výsledky
Zápasníci jsou rozděleni do dvou skupin. Je aplikován systém na dvě porážky.
Legenda
- TO — Lopatkové vítězství
- SP — Vítězství pro převahu, 12 až 14 bodů rozdíl, poražený s body
- SO — Vítězství pro převahu, 12 až 14 bodů rozdíl, poražený bez bodů
- ST — Vítězství na technickou převahu, 15 bodů rozdíl
- PP — Vítězství na body, poražený s body
- PO — Vítězství na body, poražený bez bodů
- PA — Vítězství pro soupeřovo zranění
- DQ — Vítězství pro soupeřovu diskvalifikaci
- D2 — Oba zápasníci diskvalifikováni pro pasivitu, skóre 0-0
- DNA — Nenastoupil
- L — Porážky
- ER — Kolo vyřazení
- CP — Klasifikační body
- TP — Technické body

### Skupiny

#### Skupina A
| L      |                                | CP     | TP     |                                | L      |        |
| Kolo 1 | Kolo 1                         | Kolo 1 | Kolo 1 | Kolo 1                         | Kolo 1 | Kolo 1 |
| ------ | ------------------------------ | ------ | ------ | ------------------------------ | ------ | ------ |
| 0      | Li Hak-Son (PRK)               | 4-0 ST | 15-0   | Joe Oziti (NGR)                | 1      |        |
| 0      | Valentin Jordanov (BUL)        | 3-1 PP | 2-1    | Vladimir Toguzov (EUN)         | 1      |        |
| 1      | Shane Stannett (NZL)           | 0-4 TO | 1:22   | Majid Torkan (IRI)             | 0      |        |
| 1      | Anil Kumar (IND)               | 0-4 ST | 1-17   | Ahmet Orel (TUR)               | 0      |        |
| 0      | Tserenbaataryn Enkhbayar (MGL) |        |        | Bye                            |        |        |
| Kolo 2 |                                |        |        |                                |        |        |
| 1      | Tserenbaataryn Enkhbayar (MGL) | 0-3 PO | 0-4    | Li Hak-Son (PRK)               | 0      |        |
| 2      | Joe Oziti (NGR)                | 0-4 TO | 1:49   | Valentin Jordanov (BUL)        | 0      |        |
| 2      | Vladimir Toguzov (EUN)         | 0-3 PO | 0-1    | Shane Stannett (NZL)           | 1      |        |
| 0      | Majid Torkan (IRI)             | 4-0 ST | 16-1   | Anil Kumar (IND)               | 2      |        |
| 0      | Ahmet Orel (TUR)               |        |        | Bye                            |        |        |
| Kolo 3 |                                |        |        |                                |        |        |
| 0      | Ahmet Orel (TUR)               | 3-1 PP | 14-9   | Tserenbaataryn Enkhbayar (MGL) | 2      |        |
| 0      | Li Hak-Son (PRK)               | 4-0 TO | 3:22   | Shane Stannett (NZL)           | 2      |        |
| 0      | Valentin Jordanov (BUL)        | 3-1 PP | 3-2    | Majid Torkan (IRI)             | 1      |        |
| Kolo 4 |                                |        |        |                                |        |        |
| 1      | Ahmet Orel (TUR)               | 1-3 PP | 4-6    | Valentin Jordanov (BUL)        | 0      |        |
| 0      | Li Hak-Son (PRK)               | 3-0 PO | 4-0    | Majid Torkan (IRI)             | 2      |        |
| Kolo 5 |                                |        |        |                                |        |        |
| 2      | Ahmet Orel (TUR)               | 1-3 PP | 8-17   | Li Hak-Son (PRK)               | 0      |        |
| 0      | Valentin Jordanov (BUL)        |        |        | Bye                            |        |        |
| Kolo 6 |                                |        |        |                                |        |        |
| 1      | Valentin Jordanov (BUL)        | 1-3 PP | 4-6    | Li Hak-Son (PRK)               | 0      |        |

| Zápasník                       | L | ER | CP |
| ------------------------------ | - | -- | -- |
| Li Hak-Son (PRK)               | 0 | -  | 20 |
| Valentin Jordanov (BUL)        | 1 | -  | 14 |
| Ahmet Orel (TUR)               | 2 | 5  | 9  |
| Majid Torkan (IRI)             | 2 | 4  | 9  |
| Tserenbaataryn Enkhbayar (MGL) | 2 | 3  | 1  |
| Vladimir Toguzov (EUN)         | 2 | 2  | 1  |
| Anil Kumar (IND)               | 2 | 2  | 0  |
| Joe Oziti (NGR)                | 2 | 2  | 0  |
| Shane Stannett (NZL)           | 2 | 3  | 3  |

#### Skupina B
| L      |                             | CP     | TP     |                             | L      |        |
| Kolo 1 | Kolo 1                      | Kolo 1 | Kolo 1 | Kolo 1                      | Kolo 1 | Kolo 1 |
| ------ | --------------------------- | ------ | ------ | --------------------------- | ------ | ------ |
| 0      | Constantin Corduneanu (ROU) | 3-1 PP | 6-1    | Christopher Woodcraft (CAN) | 1      |        |
| 1      | Choukri Boudchiche (TUN)    | 0-4 ST | 0-15   | Zeke Jones (USA)            | 0      |        |
| 0      | Alfredo Levya (CUB)         | 3-1 PP | 4-1    | Thierry Bourdin (FRA)       | 1      |        |
| 1      | Mitsuru Sato (JPN)          | 1-3 PP | 3-5    | Kim Sun-Hak (KOR)           | 0      |        |
| 0      | Laureano Atanes (ESP)       |        |        | Bye                         |        |        |
| Kolo 2 |                             |        |        |                             |        |        |
| 1      | Laureano Atanes (ESP)       | 0-4 ST | 0-15   | Constantin Corduneanu (ROU) | 0      |        |
| 1      | Christopher Woodcraft (CAN) | 3-0 PO | 10-0   | Choukri Boudchiche (TUN)    | 2      |        |
| 0      | Zeke Jones (USA)            | 4-0 ST | 16-1   | Alfredo Levya (CUB)         | 1      |        |
| 2      | Thierry Bourdin (FRA)       | 0-4 TO | 3:13   | Mitsuru Sato (JPN)          | 1      |        |
| 0      | Kim Sun-Hak (KOR)           |        |        | Bye                         |        |        |
| Kolo 3 |                             |        |        |                             |        |        |
| 0      | Kim Sun-Hak (KOR)           | 4-0 TO | 3:05   | Laureano Atanes (ESP)       | 2      |        |
| 1      | Constantin Corduneanu (ROU) | 0-3 PO | 0-1    | Zeke Jones (USA)            | 0      |        |
| 1      | Christopher Woodcraft (CAN) | 4-0 TO | 2:44   | Alfredo Levya (CUB)         | 2      |        |
| 1      | Mitsuru Sato (JPN)          |        |        | Bye                         |        |        |
| Kolo 4 |                             |        |        |                             |        |        |
| 1      | Mitsuru Sato (JPN)          | 4-0 TO | 3:18   | Constantin Corduneanu (ROU) | 2      |        |
| 0      | Kim Sun-Hak (KOR)           | 3-1 PP | 7-5    | Christopher Woodcraft (CAN) | 2      |        |
| 0      | Zeke Jones (USA)            |        |        | Bye                         |        |        |
| Kolo 5 |                             |        |        |                             |        |        |
| 0      | Zeke Jones (USA)            | 3-1 PP | 9-5    | Mitsuru Sato (JPN)          | 2      |        |
| 0      | Kim Sun-Hak (KOR)           |        |        | Bye                         |        |        |
| Kolo 6 |                             |        |        |                             |        |        |
| 1      | Kim Sun-Hak (KOR)           | 1-3 PP | 4-5    | Zeke Jones (USA)            | 0      |        |

| Zápasník                    | L | ER | CP |
| --------------------------- | - | -- | -- |
| Zeke Jones (USA)            | 0 | -  | 17 |
| Kim Sun-Hak (KOR)           | 1 | -  | 11 |
| Mitsuru Sato (JPN)          | 2 | 5  | 10 |
| Christopher Woodcraft (CAN) | 2 | 4  | 9  |
| Constantin Corduneanu (ROU) | 2 | 4  | 7  |
| Alfredo Levya (CUB)         | 2 | 3  | 3  |
| Laureano Atanes (ESP)       | 2 | 3  | 0  |
| Thierry Bourdin (FRA)       | 2 | 2  | 1  |
| Choukri Boudchiche (TUN)    | 2 | 2  | 0  |

### Finále
|                                | CP               | TP               |                             |                  |
| Zápas o 9. místo               | Zápas o 9. místo | Zápas o 9. místo | Zápas o 9. místo            | Zápas o 9. místo |
| ------------------------------ | ---------------- | ---------------- | --------------------------- | ---------------- |
| Tserenbaataryn Enkhbayar (MGL) | DNA              |                  | Constantin Corduneanu (ROU) |                  |
| Zápas o 7. místo               |                  |                  |                             |                  |
| Majid Torkan (IRI)             | 3-1 PP           | 2-1              | Christopher Woodcraft (CAN) |                  |
| Zápas o 5. místo               |                  |                  |                             |                  |
| Ahmet Orel (TUR)               | DNA              |                  | Mitsuru Sato (JPN)          |                  |
| Zápas o 3. místo               |                  |                  |                             |                  |
| Valentin Jordanov (BUL)        | 3-1 PP           | 9-3              | Kim Sun-Hak (KOR)           |                  |
| Finálový zápas                 |                  |                  |                             |                  |
| Li Hak-Son (PRK)               | 3-1 PP           | 8-1              | Zeke Jones (USA)            |                  |

## Finálové pořadí
1. Li Hak-Son (PRK)
2. Zeke Jones (USA)
3. Valentin Jordanov (BUL)
4. Kim Sun-Hak (KOR)
5. Ahmet Orel (TUR)
6. Mitsuru Sato (JPN)
7. Majid Torkan (IRI)
8. Christopher Woodcraft (CAN)
9. Constantin Corduneanu (ROU)
10. Tserenbaataryn Enkhbayar (MGL)